# Dario Amodei
Dario Amodei (1983) è un imprenditore e ricercatore statunitense di origini italiane.
È il fondatore e CEO di Anthropic, l'azienda che ha sviluppato la famiglia di large language model nota come Claude. È stato vice president of research di OpenAI.

## Carriera
Si è laureato alla Stanford University, ottenuto il PhD in fisica alla Princeton University. Postdoc alla Stanford University School of Medicine. Dal novembre 2014 ad ottobre 2015 ha lavorato per Baidu. dopodiché ha lavorato per Google. Nel 2016 si unisce ad OpenAI.
Nel 2021 Amodei e sua sorella Daniela fondano Anthropic insieme ad altri ex membri di rilievo di OpenAI.
Nel novembre 2023 il consiglio di amministrazione di OpenAI propose ad Amodei di rimpiazzare Sam Altman ed eventualmente fondere le due startup. Amodei ha rifiutato entrambe le proposte.